# Prince de Liechtenstein
Le prince de Liechtenstein (en allemand : Fürst von Liechtenstein) est le monarque et chef de l'État du Liechtenstein. Ses attributions institutionnelles et politiques sont décrites au chapitre II de la Constitution du Liechtenstein.

## Compétences
Le prince dispose d'importantes prérogatives constitutionnelles. Celles-ci sont :
- la représentation de l'État dans toutes ses relations avec les États étrangers, sous réserve du concours nécessaire du Gouvernement[1],
- la sanction (promulgation) des lois[2],
- la mise en œuvre des lois[3],
- la nomination des juges[4] (conformément à l’article 96 de la Constitution),
- et le droit de grâce, le droit de réduire et de commuer les peines définitives et le droit d'abandonner les enquêtes en cours[5].

## Statut
Conformément à l’article 7(2) de la Constitution, « le prince n'est pas soumis à la juridiction des tribunaux et n'est pas juridiquement responsable ». L'application de cet article s'étend à tous les membres de la Maison princière « exerçant la fonction de chef de l'État conformément à l'article 13 bis » de la Constitution.

## Succession
L'article 13 bis dispose que, « à l'occasion d'un empêchement provisoire ou dans le but de préparer la succession princière, le prince peut confier, pour sa représentation, l'exercice de ses droits de souveraineté, au prince héritier de sa maison, ayant atteint sa majorité ».
Enfin, selon l’article 13 ter, une motion de défiance motivée à l'égard du prince peut être déposée par au moins mille-cinq-cents citoyens. « La Diète doit émettre une recommandation à ce sujet à sa prochaine session et ordonner la tenue d'un référendum conformément au paragraphe 6 de l'article 66. Si la motion est acceptée par référendum, elle est transmise au prince pour examen à la lumière de la loi de la Maison princière. Le prince fait connaître à la Diète dans les six mois la décision qu'il a prise conformément à cette loi ».